# Alan Eck
Alan Eck (* 7. März 1969)  ist ein US-amerikanischer Schiedsrichter im American Football, der seit der Saison 2016 in der NFL tätig ist. Er trägt die Uniform mit der Nummer 74.

## Karriere

### College Football
Vor dem Einstieg in die NFL arbeitete er als Schiedsrichter im College Football in der Big 12 Conference.

### National Football League
Eck begann im Jahr 2016 seine NFL-Laufbahn als Back Judge. Sein erstes Spiel – die Tennessee Titans gegen die Minnesota Vikings – war am 11. September 2016. Zur Saison 2017 wechselte er auf die Position des Umpires. Nachdem Jerome Boger nach der Saison 2022 seinen Rücktritt als Schiedsrichter bekannt gab, wurde er zur NFL-Saison 2023 zum Hauptschiedsrichter ernannt.